# هیچ چیز (فیلم)
هیچ چیز (انگلیسی: Nothing) فیلمی کانادایی در سبک علمی–تخیلی، معمایی و کمدی-درام به کارگردانی وینچنزو ناتالی محصول سال ۲۰۰۳ است. در راتن تومیتوز ۵۰٪ از شش نفر از منتقدانی که فیلم را بررسی کرده‌اند، نقدی مثبت ارائه دادند. امتیاز فیلم ۶/۱۰ است.